# Barbrodria miersii
Barbrodria es un género monotípico que tiene asignada una especie de orquídea epifita: Barbrodria miersii (Lindl.) Luer 1981. Es originaria de Brasil.

## Descripción
Son plantas con rizoma rastrero. Cuando se cultivan florecen profusamente.  Tienen una única flor por inflorescencia, que fluye de un tallo largo y muy delgado.  Las flores tienen más de dos milímetros. Se diferencian de la mayoría de los géneros de la subtribu por tener cuatro polinias. 
Es un género monotípico que fue retirado de Barbosella para acomodar esta especie que difiere en tener un simple labio con una corta columna con anteras y estigmas apicales con cuatro polinias. Este género se cultiva bien al igual que Masdevallia.

## Distribución y hábitat
Es originaria del sudeste de Brasil, donde vive en los bosques sombríos saturados de humedad, se pueden encontrar incluso dentro de la ciudad de São Paulo, en los bosques del Jardín Botánico. Son epífitas de crecimiento rastrero.

## Taxonomía
Barbrodria miersii fue descrita por  (Lindl.) Luer y publicado en Selbyana 5: 386. 1981.
Etimología
El género fue nombrado en honor del botánico brasileño João Barbosa Rodrigues a comienzos de 1900.
miersii: epíteto otorgado en honor del botánico John Miers.
Sinónimos
- Pleurothallis miersii Lindl., Edwards's Bot. Reg. 28(Misc.): 84 (1842).
- Restrepia miersii (Lindl.) Rchb.f. in H.R.von Fernsee Wawra, Bot. Ergebn.: 150 (1866).
- Humboldtia miersii (Lindl.) Kuntze, Revis. Gen. Pl. 2: 668 (1891).
- Barbosella miersii (Lindl.) Schltr., Repert. Spec. Nov. Regni Veg. 15: 262 (1918).[5]